# Callichilia subsessilis
Callichilia subsessilis är en oleanderväxtart som först beskrevs av George Bentham, och fick sitt nu gällande namn av Otto Stapf. Callichilia subsessilis ingår i släktet Callichilia och familjen oleanderväxter. Inga underarter finns listade i Catalogue of Life.